# Schloss Gripenberg

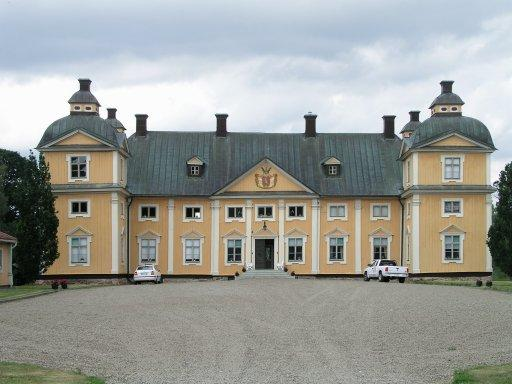
Schloss Gripenberg

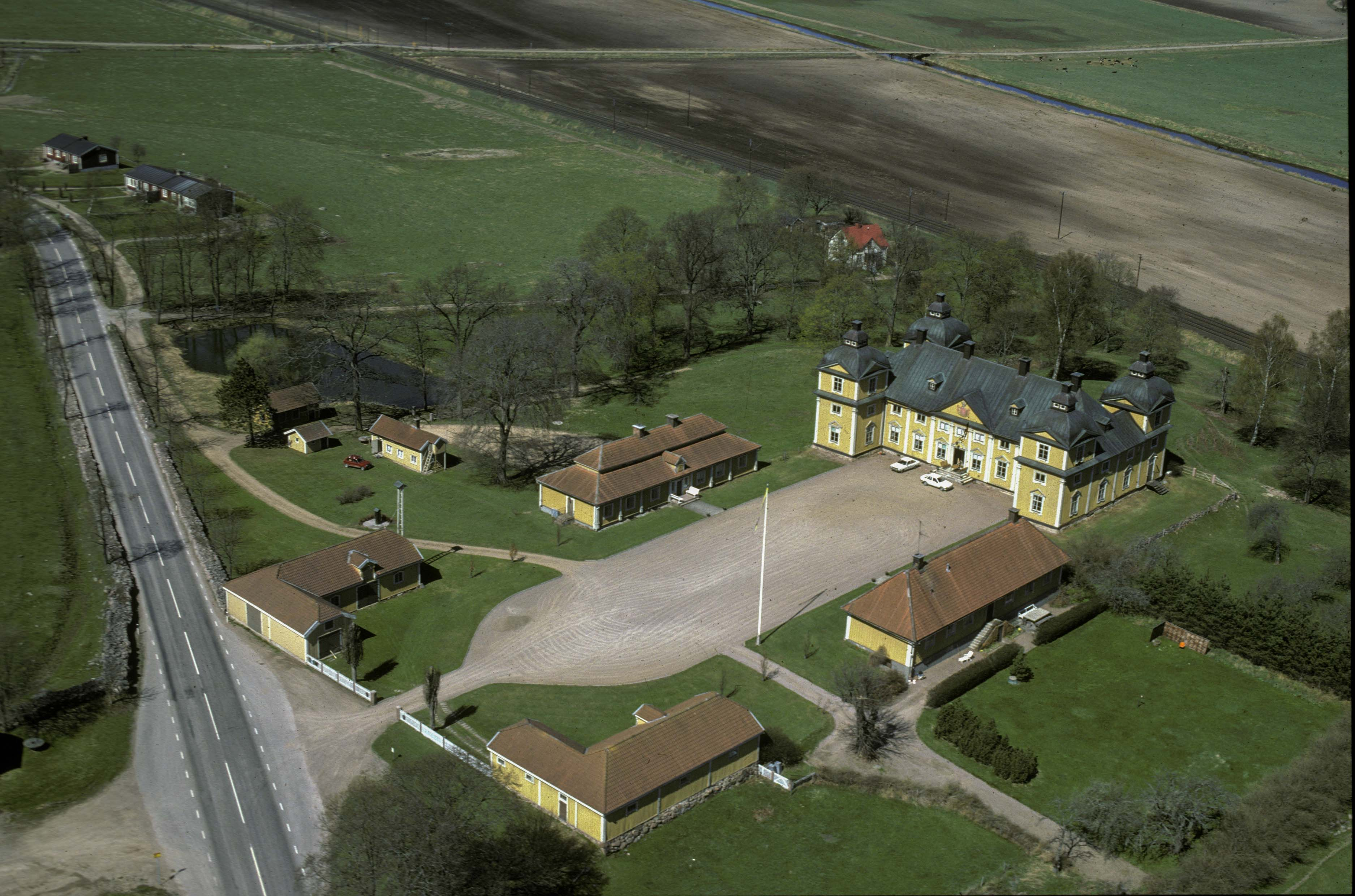
Schloss Gripenberg, Vogelperspektive

Schloss Gripenberg  (schwedisch: Gripenbergs slott) liegt bei Tranås in der historischen Provinz Småland. Es ist das größte Holzschloss Schwedens und wurde 1663 als Jagdschloss von Carl Gustav Wrangel erbaut.
Den Namen wählte Wrangel vermutlich, um die Erinnerung an seine Mutter Margareta Grip zu pflegen. Der Architekt ist unbekannt, man nimmt jedoch an, dass es sich um Nicodemus Tessin den Älteren handelt. Es ist auch ein zeitgenössisches Holzmodell des Schlosses, welches wohl zu Planung und Entwurf verwandt wurde, erhalten geblieben. Dieses Modell befindet sich heute auf Schloss Skokloster. Bereits Ende des 17. Jahrhunderts wurde Schloss Gripenberg von dem Kommerzienrat Samuel von Söderling gekauft. Es befindet sich noch heute im Besitz seiner Erben und ist der Öffentlichkeit nicht zugänglich. Das Gebäude steht unter Denkmalschutz.